# Championnats du monde de lutte 2001
Les  Championnats du monde de lutte 2001 se sont tenus du 22 au 25 novembre 2001 à Sofia en Bulgarie pour la lutte libre et la lutte féminine et du 6 au 9 décembre 2001 à Patras en Grèce pour la lutte gréco-romaine. 

## Hommes

### Lutte gréco-romaine
| Épreuves | Or                         | Argent                   | Bronze                     |
| -------- | -------------------------- | ------------------------ | -------------------------- |
| 54 kg    | Hassan Rangraz (IRN)       | Brandon Paulson (USA)    | Lázaro Rivas (CUB)         |
| 58 kg    | Dilshod Aripov (UZB)       | Karen Mnatsakanyan (ARM) | Roberto Monzón (CUB)       |
| 63 kg    | Vaghinak Galstyan (ARM)    | Kim In-sub (KOR)         | Michael Beilin (ISR)       |
| 69 kg    | Filiberto Azcuy (CUB)      | Alexeï Glouchkov (RUS)   | Rustam Adzhi (UKR)         |
| 76 kg    | Ara Abrahamian (SWE)       | Aleksey Mishin (RUS)     | Kim Jin-soo (KOR)          |
| 85 kg    | Mukhran Vakhtangadze (GEO) | Matt Lindland (USA)      | Oleksandr Daragan (UKR)    |
| 97 kg    | Aleksandr Bezruchkin (RUS) | Ernesto Peña (CUB)       | Mehmet Özal (TUR)          |
| 130 kg   | Rulon Gardner (USA)        | Mihály Deák-Bárdos (HUN) | Xenofon Koutsioumpas (GRE) |

### Lutte libre
| Épreuves | Or                           | Argent                          | Bronze                   |
| -------- | ---------------------------- | ------------------------------- | ------------------------ |
| 54 kg    | Herman Kantoyeu (BLR)        | Babak Nourzad (IRN)             | Aleksandr Kantoyev (RUS) |
| 58 kg    | Guivi Sissaouri (CAN)        | Oyuunbilegiin Pürevbaatar (MGL) | David Pogosian (GEO)     |
| 63 kg    | Serafim Barzakov (BUL)       | Alireza Dabir (IRN)             | Elbrus Tedeyev (UKR)     |
| 69 kg    | Nikolay Paslar (BUL)         | Amir Tavakkolian (IRN)          | Jang Jae-sung (KOR)      |
| 76 kg    | Buvaisar Saitiev (RUS)       | Moon Eui-jae (KOR)              | Joe Williams (USA)       |
| 85 kg    | Khadzhimurad Magomedov (RUS) | Brandon Eggum (USA)             | Yoel Romero (CUB)        |
| 97 kg    | Giorgi Gogshelidze (RUS)     | Krasimir Kochev (BUL)           | Vadim Tasoyev (UKR)      |
| 130 kg   | David Musulbes (RUS)         | Artur Taymazov (UZB)            | Alexis Rodríguez (CUB)   |

## Femmes
| Épreuves | Or                        | Argent                    | Bronze                 |
| -------- | ------------------------- | ------------------------- | ---------------------- |
| 46 kg    | Iryna Melnik (UKR)        | Carol Huynh (CAN)         | Brigitte Wagner (GER)  |
| 51 kg    | Hitomi Sakamoto (JPN)     | Stephanie Murata (USA)    | Gao Yanzhi (CHN)       |
| 56 kg    | Seiko Yamamoto (JPN)      | Lubov Volosova (RUS)      | Tetyana Lazareva (UKR) |
| 62 kg    | Meng Lili (CHN)           | Diletta Giampiccolo (ITA) | Lene Aanes (NOR)       |
| 68 kg    | Christine Nordhagen (CAN) | Toccara Montgomery (USA)  | Anita Schätzle (GER)   |
| 75 kg    | Edyta Witkowska (POL)     | Ma Bailing (CHN)          | Nina Englich (GER)     |